# Mithun Chakraborty

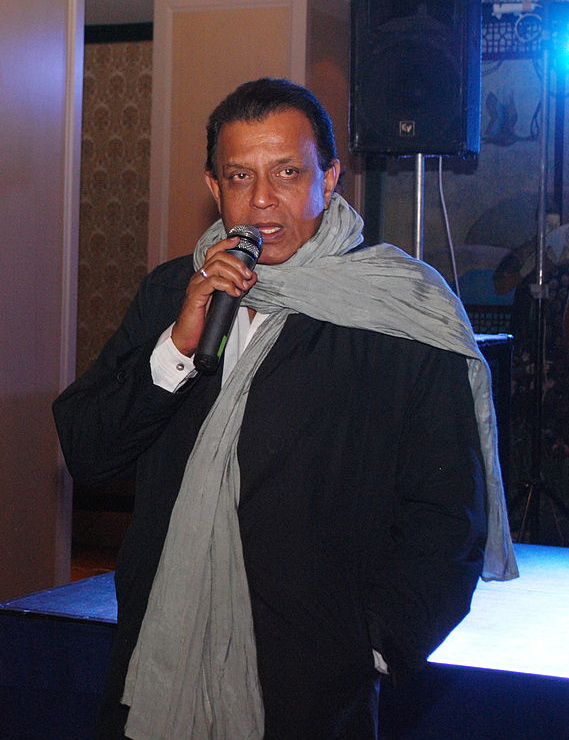
Mithun Chakraborty (2013)

Mithun Chakraborty (eigentlich Gouranga Chakraborty; Bengalisch: মিঠুন চক্রবর্তী, Miṭhun Cakrabartī; * 16. Juni 1950 in Kalkutta, Westbengalen, Indien) ist ein indischer Filmschauspieler und Tänzer des Hindi-Films. Er spielte in mehr als 250 Bollywood-Filmen und zahlreichen anderen indischen Produktionen, unter anderem in den Sprachen Bengali, Oriya und Bhojpuri.

## Leben
Nach dem Besuch des Film and Television Institute of India in Pune hatte Chakraborty seine erste Hauptrolle in Mrinal Sens  politischem Film Mrigaya (1976). Für seine Darstellung eines jungen Eingeborenenjägers in den 1930er Jahren in Orissa wurde er gleich mit einem National Film Award in der Kategorie „Bester Darsteller“ ausgezeichnet. Am Anfang seiner Karriere fiel Chakraborty durch politisch-historisch engagierte Filme wie K. A. Abbas’ The Naxalites (1979) über die Naxaliten- und Studentenbewegung der 70er Jahre oder Bapus Feudaldrama Hum Paanch (1980) auf.

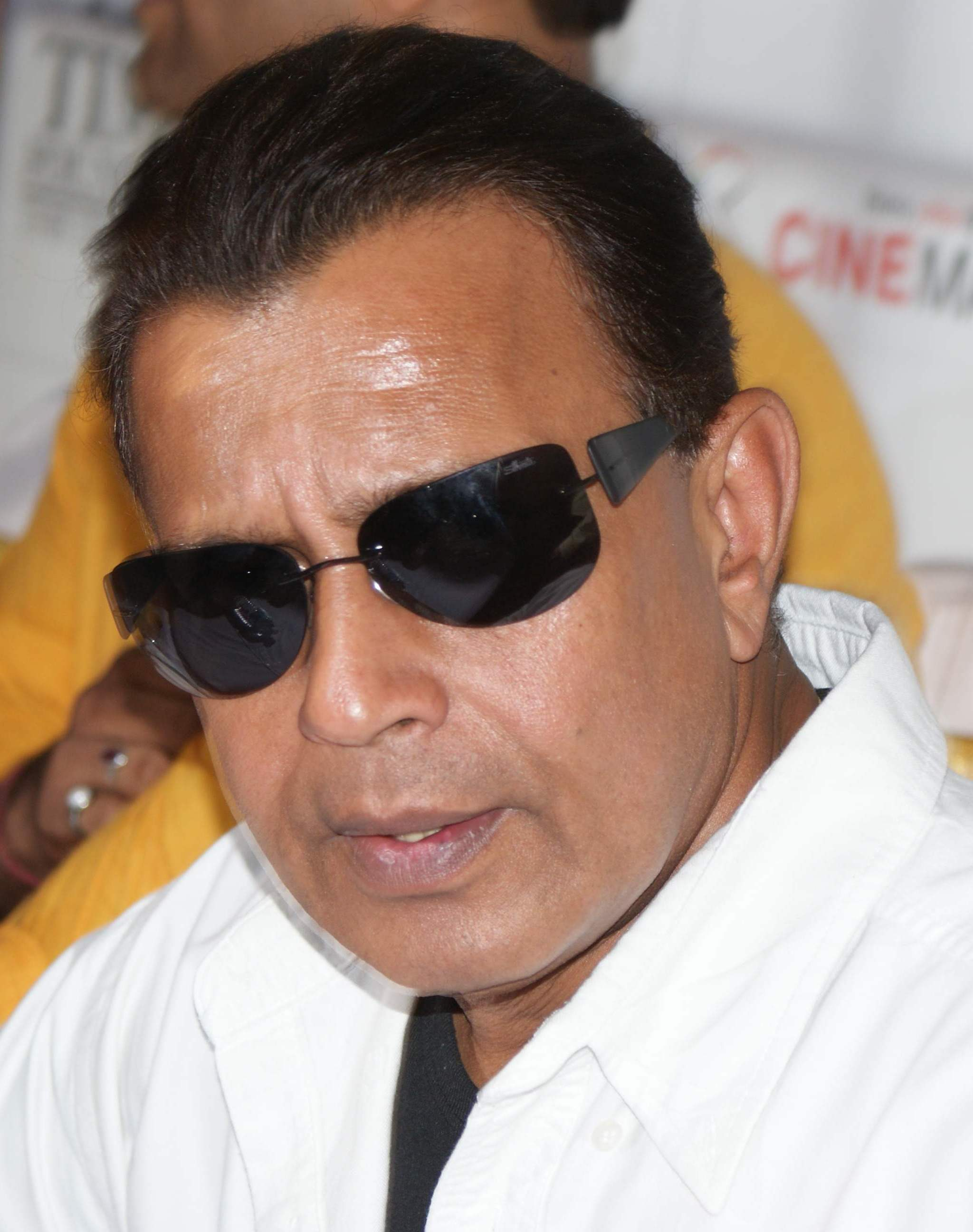
Mithun Chakraborty (2009)

In den 1980er Jahren etablierte er sein Image als Liebes- und Actionheld in Filmproduktionen mittleren Budgets und galt unter Produzenten als billigere Variante Amitabh Bachchans, aber ebenso sichere Investition. Ein breites Publikum konnte er für sich in der Rolle des Straßentänzers Jimmi mit Subhash Ghais Kassenerfolgen Disco Dancer (1983) und Dance Dance (1987) sowohl im Inland als auch der UdSSR und der Türkei gewinnen. Chakraborty spielte in J. P. Duttas Ghulami (1985) an der Seite von Dharmendra und – wie häufig in den 70er und frühen 80er Jahren – Smita Patil, Kulbhushan Kharbanda und Naseeruddin Shah. In den späten 80er Jahren wurde er als zweiter Hauptdarsteller neben Amitabh Bachchan in Manmohan Desais Ganga Jamuna Saraswati (1988) und Mukul Anands Agneepath (1990) eingesetzt.
Unter der Regie von Buddhadeb Dasgupta spielte er in Tahader Katha (1992) und erhielt dafür seinen zweiten von insgesamt drei National Film Awards.
Chakraborty ist Unternehmer und Eigentümer der Monarch Group, die im Hotel- und Gaststättengewerbe tätig ist. Daneben ist er für seinen Einsatz in sozialen Belangen bekannt; so half er bei der Einrichtung der Bengal Football Academy. Er ist mit der Schauspielerin Yogeeta Bali verheiratet und hat drei Kinder.

## Auszeichnungen
National Film Awards
- 1977: National Film Award als „Bester Schauspieler“ in Mrigayaa
- 1993: National Film Award als „Bester Schauspieler“ in Tahader Katha
- 1996: National Film Award als „Bester Nebendarsteller“ in Swami Vivekananda

Filmfare Awards
- 1990: Filmfare „Bester Nebendarsteller“ Award in Agneepath (Gewinner)
- 1995: Filmfare „Bester Schurke“ Award in Jallaad (Gewinner)
- 2008: Filmfare „Bester Nebendarsteller“ Award in Guru (Nominierung)

Star Screen Awards
- 1995: Star Screen Award „Bester Schurke“ in Jallaad

Stardust Awards
- 2007: Stardust Award für sein „Lebenswerk“[4]
- 2007: „Vorbild des Jahres“ Award[5]

Bengal Film Journalists Association Awards
- 1977: BFJA Awards als „Bester Schauspieler“  in Mrigayaa
- 1995: BFJA Awards als „Bester Schauspieler“ in Tahader Katha

Anandalok Awards
- 1999: Special Editor Award
- 2001: Bester Schauspieler
- 2007: Bester Schauspieler in Minister Fatakesto

## Filmografie (Auswahl)
- 1976: Mrigaya
- 1976: Do Anjaane
- 1978: Mere Rakshak
- 1979: Suraksha
- 1979: Tarana
- 1980: Hum Paanch
- 1980: Sitara
- 1981: Shaukeen
- 1981: Wardaat
- 1981: Aadat Se Majboor
- 1982: Disco Dancer
- 1983: Mujhe Insaaf Chahiye
- 1984: Kasam Paida Karne Wale Ki
- 1985: Pyaar Jhukta Nahin
- 1985: Ghulami
- 1987: Dance Dance
- 1988: Commando
- 1988: Pyaar Ka Mandir
- 1988: Waqt Ki Awaz
- 1988: Jeete Hain Shaan Se
- 1990: Dushman
- 1990: Agneepath
- 1992: Dein Herz kennt die Wahrheit (Dil Aashna Hai)
- 1993: Dalaal
- 1993: Tadipaar
- 1993: Phool Aur Angaar
- 1995: Jalaad
- 1995: Ravan Raaj: A True Story
- 1997: Loha
- 1998: Sahara Jaluchi (Oriya)
- 1998: Yamraaj
- 1998: Hitler
- 1998: Gunda
- 2002: Titli
- 2005: Elaan
- 2005: Lucky: No Time for Love
- 2006: Chingaari
- 2006: Dil Diya Hai
- 2007: Guru
- 2007: Hason Raja
- 2008: My Name is Anthony Gonsalves
- 2008: Yuvraj
- 2008: Bhole Shankar
- 2008: Heores
- 2008: C Kkompany
- 2009: Luck
- 2009: Phir Kabhi
- 2009: Chandni Chowk To China
- 2009: Baabarr
- 2010: Veer – Die Liebe eines Kriegers (Veer)
- 2010: Golmaal 3
- 2010: Rehmat Ali
- 2010: Handa Vonda
- 2010: Shukno Lanka
- 2014: Kick